# 何建宗 (生態學家)
何建宗教授（Prof. Ho Kin-chung，BBS，JP），國際知名紅潮和水質研究專家，在香港有「紅潮王」、「東江水博士」之戲稱。他專修環境科學、水資源和水質、海洋生態、生態神學等學術領域，從事了環保工作超過40年。經歴上，他更是一位極地探險家，專硏極地的海洋微藻、地衣和冰川污染。2018年起創辦了「香港極地研究中心」。並且於同年與一班環保專家、同道合力創辦了非政府組織「香港環境科學院」，準備在保衛地球的偉大工作上更大展拳腳。

## 簡歷
何建宗畢業於香港培正小學及培正中學，及後在香港中文大學新亞書院主修生物系，1979年理學士（榮譽）畢業，1980年獲英國University of Salford環境資源學碩士，1991年以在職兼讀（part-time）方式取得香港大學理學院（植物學系）哲學博士。博士論文為「亞熱帶海區紅潮之特徵」。至2007年，他又以兼讀方式取得「香港公開大學」頒授的教育學碩士。何博士於1981-1992年3月任職香港政府「環境保護署」（1986年4月前稱「環境保護處」），是當時政府公務員中環保的開山擘石人物之一，主要任職於「水質政策組」。他於1992年4月轉職任教於香港公開進修學院擔任高級講師，及後學院升格為「香港公開大學」，他經獨立評審後轉職級為副教授，之後於2002年晉升為教授，為香港公開大學首位獲晉升教授的重量級學術人物。他分別於1999、2001及2004年三獲香港公開大學「校長卓越成就獎」，於2009年奪得「中國環境人物成就獎」、2011年獲譽為「科學中國人（2010）年度人物」、2012年獲「美麗中國-時代領袖獎」、2014年獲香港公開大學評審為「伍振民環境科學及生態保育教授」，此外，亦曾經在多個國際獎項獲得殊榮，包括了在「日內瓦創新發明展」中獲得銀獎。他出版了四百多篇論文，分別在國際學術期刊和國際學術研討會論文集中發表，又主編和撰寫了四十多本書籍、二十多個政府及機構的專業技術報告，也製作了八套遠程學習（又名「遙距學習」, Distance Learning) 教材。他並且創辦了香港公開大學的「創新科技及持續發展研究所（IRITS)」，曾出任其督導委員會主席三年。校政管理方面，他於2006年9月起署任香港公開大學科技學院院長，當時且兼環境學課程及應用科學課程主管（系主任），並於同時擔任主理學生事務的「學生事務委員會」主席。何教授於2008年5月獲正升擢升為科技學院院長。桃李滿門，亦為大學爭取到不少硏究和發展、獎助學金資源。創設了不少新頴而社會實用科目，如「檢測和認證」、「能源管理與可持續發展」、「環境、安全和健康」等。他學富五車、平易近人，又長袖善舞，深受同事和同學們的愛戴，迄2018年5月中於香港公開大學榮休。

## 學術範疇
何建宗的學術範疇廣泛，包括有害藻華（紅潮）、環境科學及海洋生態、環境監測、水質和水環境管理（污水及食水處理）、環境政策（環境影響評估、環境管理學、跨境環境管理政策、環境法律、可持續發展）、環境倫理（生態哲學和生態神學）、環境教育（綠色學校、NGO和綠色運動）等。
何建宗除了進行大量研究和講學活動，亦時常為報章撰稿及接受傳媒採訪，對香港政府在環保、水質、生態等方面的施政發表論述，且在擔任的公職中發揮所長。何建宗更於2004年7月獲香港特別行政區政府頒授銅紫荊星章BBS，再於2014年得到香港特別行政區政府委任為「太平紳士」（JP)。

## 極地研究
1993年，經極地探險家李樂詩的介紹，何建宗開展了極地方面的研究，之後曾十五次到訪北極、四次親臨南極進行環境及生態調查，主要從事紅潮藻類的全球生物地理分布、海洋營養鹽與微藻、極區海洋產生藻華機制、冰區海岸的植物分布和生態特徵、極地氣候下的地衣品種等研究。何建宗已成為李樂詩以外，前往南北極次數最多的香港人。

## 從政
2011年，何建宗參與選舉委員會高等教育界別分組選舉。在民主派只派出24人的情況下，他代表建制派獲選為高等教育界三十位選舉委員之一。他之後曾經主領了兩次「特首論壇」（環保和高等教育界政綱辯論）。憑此選委資格他參加了2012年的特首選舉投票，亦獲得了第十三、十四屆「中華人民共和國全國人民代表大會香港區代表」的選舉投票權。

## 休閒活動
何建宗在休閒時喜愛創作新詩、書法、繪畫（特別是漫畫）。書法曾經多次於展覽會中展出，並曾經在韓國獲獎。他亦熱愛運動，如馬拉松跑、行山、潛水和八段錦等。

## 個人學歷
| 國家／地區 | 頒授機構                            | 學術資格                         |
| ---------- | ----------------------------------- | -------------------------------- |
| 香港       | 香港中文大學                        | 生物學榮譽學士                   |
| 英國       | 索耳福大學（University of Salford） | 環境資源學碩士                   |
| 香港       | 香港大學                            | 植物學 哲學博士                  |
| 香港       | 香港公開大學                        | 教育學碩士及教育行政管理深造證書 |

## 社會公職
何建宗參與了不少非政府組織、法定組織、教會及學校之公職及專業服務，曾任或現任包括：
- 綠色力量會長及司庫
- 香港地球之友董事 （註：有別于另一位同名同姓、曾任香港地球之友項目經理、日後從政議政、30+會的何建宗（Henry Ho)）
- 環境諮詢委員會成員
- 環境影響評估小組副主席
- 水質事務諮詢委員會主席
- 水污染管制條例上訴委員會委員
- 紅潮專家委員會委員
- 可持續發展委員會委員
- 城市規劃委員會及城市規劃上訴委員會委員
- 精神科上訴庭委員
- 科技委員會委員
- 香港公開大學校董及香港公開進修學院校董
- 香港浸會書院校董、香港浸會大學諮議會議員
- 九龍城浸信會執事會副主席
- 浸信會永隆中學校監
- 九龍城浸信會禧年小學校監
- 香港培正中學及香港培正小學校監、校董
- 澳門培正中學校董會主席、校董
- 南中國海紅潮學會主席
- 中國科技協會第七屆全國代表大會香港區代表
- 中國環境科學學會常務理事
- 綠色未來基金創會會長

## 出版著作
何建宗著作等身，學術成就和貢獻不用多言。至今有超過500項學術成就，包含了國際期刊和論文集專題論文400多篇、專科及專業書籍40多本、政府及機構的專業技術報告約20個、遙距學習（Distance Learning）教材8個，還有電子書刊和專利多項，是香港環保界的權威人物之一。早年著作包括：
- 《悠悠大地》
- 《南極的呼號》
- 《珠江口海域的水化學環境》
- 《水舞人間》
- 《何説紅潮》
- 《極地的呼喚》等